# Pedro Lira
Pedro Francisco Lira Rencoret (Santiago, provincia de Santiago; 17 de mayo de 1845 - Santiago, provincia de Santiago, 20 de abril de 1912), fue un pintor y crítico artístico chileno. Fue un promotor del arte en su país, organizó algunas de las primeras exposiciones de arte en Chile y es considerado como uno de los artistas de mayor importancia para el desarrollo de la pintura en Chile,[cita requerida] dando origen a múltiples organizaciones y convenciones de arte especializado. Alcanzó galardones en la Francia del siglo XIX y, debido a esto y a otros elementos de importancia, es que el pintor es citado por Antonio Romera como uno de los cuatro «grandes maestros de la pintura chilena».
Es uno de los artistas chilenos del que se encuentra mayor documentación histórica tanto de su vida como de su obra.

## Biografía

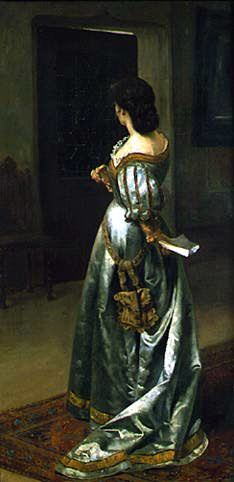
La carta, Museo de Bellas Artes de Chile.

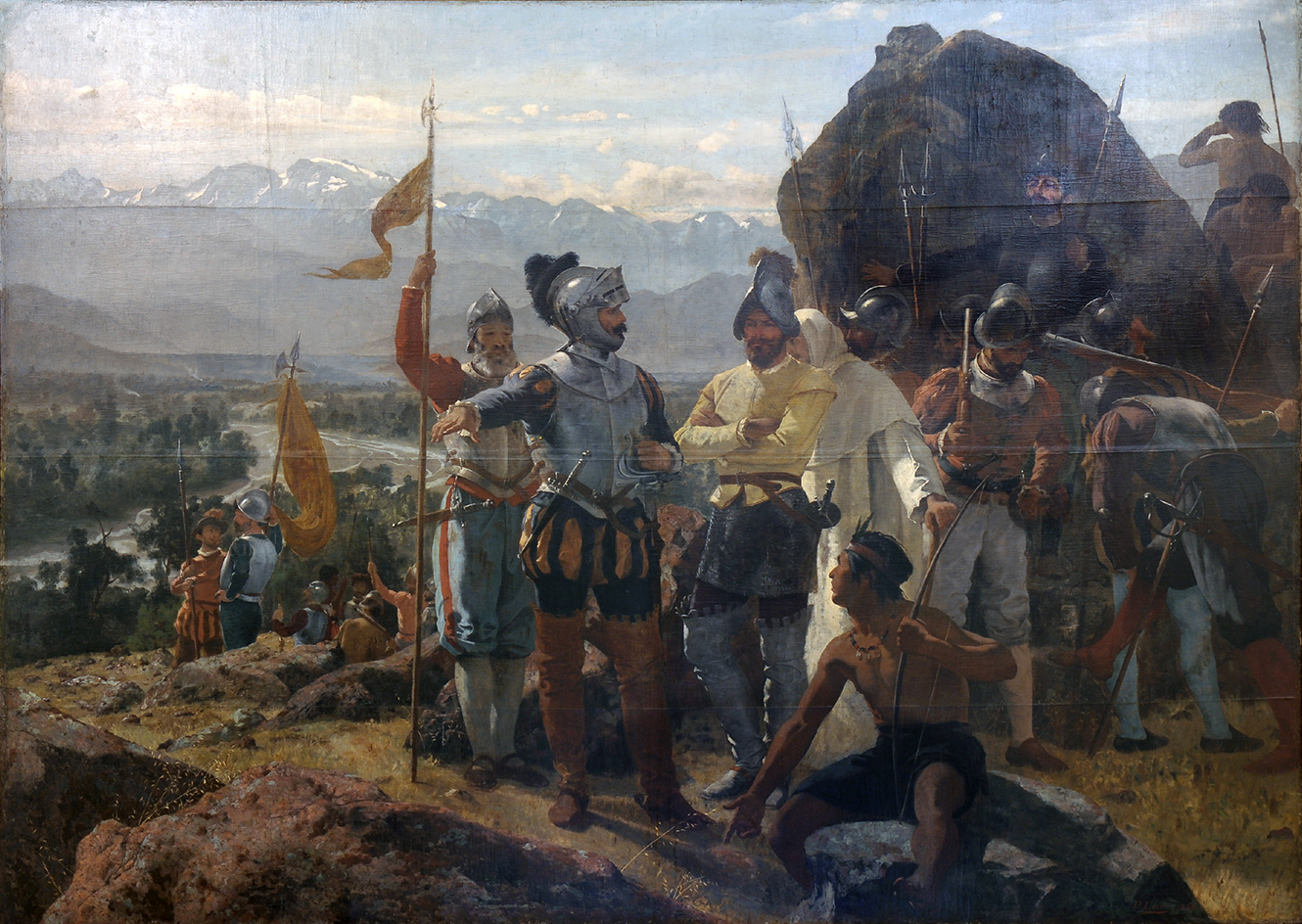
La fundación de Santiago, óleo de 1898, es la obra más conocida de Pedro Lira, que retrata la fundación de Santiago de Chile en 1541 por Pedro de Valdivia. La imagen fue por varios años ocupada en los billetes de Chile a lo largo de los siglos y

Lira provenía de una familia acomodada, era hijo del político José Santos Lira Calvo y Martina Rencoret Cienfuegos. Durante su infancia y adolescencia estudió en el Instituto Nacional de Chile desarrollando aquí una parte importante de su educación humanista. Aficionado al arte, entró en la Academia de Pintura dirigida por el italiano Alejandro Ciccarelli, conocido pintor de técnica néoclasica, quien inculca en Lira las habilidades manuales que le permiten desarrollar la composición histórica y la contemplación del modelo vivo, de acuerdo al modelo de arte italiano imperante en la época.
Hacia 1862, Lira entró al taller del maestro paisajista Antonio Smith, mientras cursaba paralelamente la carrera de Derecho en la Universidad de Chile, donde se titularía en 1867. Sin embargo, su afición por la pintura lo haría abandonar su profesión de abogado, la cual nunca llegó a ejercer realmente, y pasó a dedicarse a tiempo completo al arte.
En los momentos en que Lira entra al ambiente artístico, Chile vivía un momento de gran prosperidad económica, especialmente luego del fin de la Guerra del Pacífico, en el cual el desarrollo de las artes y letras experimentaron un aumento exponencial en comparación a lo vivido durante gran parte del siglo XIX; por ello a Lira no le complica el desarrollo de su profesión y le permite obtener becas que lo financien en el extranjero.
Durante su tiempo en el país Pedro Lira ganó rápidamente reconocimiento tras obtener la tercera medalla en un concurso realizado con motivo de la inauguración del Mercado Central de Santiago en 1872, que estaba organizada por el intelectual Benjamín Vicuña Mackenna. Actualmente se considera ésta como su primera exposición pública. Además de Lira, se presentaron otros pintores chilenos de renombre como Manuel Antonio Caro, Alberto Orrego Luco, Javier Mandiola, Antonio Smith y Cosme San Martín. La exposición del mercado fue un gran éxito, con 25 000 visitas estimadas durante los 25 días en la que estuvo abierta. 

Durante los 21 días que ha permanecido abierta, han asistido 24.780 visitantes que han pagado por su entrada 12,800 pesos. Pero comprendiendo la Comisión Directiva que el fruto de la Esposicion se produciria solo a medias si no se daban facilidades para concurrir a ciertos grupos o corporaciones de nuestro pueblo que no podría sin sacrificio cubrir el valor de sus entradas; resolvió dejar  a estos libre el acceso en ciertas ocasiones. Al afecto dirijió invitaciones para días determinados a las sociedades obreras, las escuelas i esablecimientos públicos de instrucción, la milicia de línea i cívica, los auxiliares del cuerpo de bomberos, etc., que han dado un contingente de 6.340 concurrentes, ávidos, no de satisfacer una pueril curiosidad, sino de instruirse, de conocer i comprender el oríjen, el significado, la aplicación práctica de cada uno de los objetos que se les mostraba i cuya explicación se les daba por las personas encargadas de hacerlo.

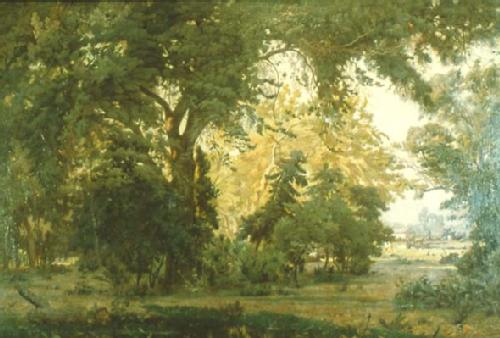
En la Quinta Normal (1908), parque ubicado en Santiago.

Lira, tras el éxito de su primera exposición, decide entonces, deseando ampliar sus  conocimientos y convencido ya de su vocación artística, emigrar a Europa junto con su amigo y futuro cuñado Alberto Orrego Luco, con el fin de profundizar su técnica. Al llegar a París, Lira se encuentra con un ambiente de conflicto producto de las nuevas corrientes pictóricas que intentan renovar el arte, el romanticismo y el neoclasicismo. Pedro Lira se muestra receptivo a las enseñanzas de sus maestros y no se  une a ninguno de los dos bandos en lucha. Permanece al margen, observa y finalmente elige al francés Jules-Élie Delaunay como maestro.

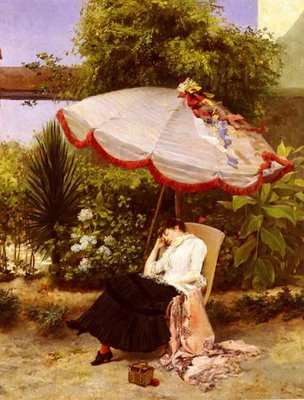
La siesta. En esta obra podemos ver la precisión que tenía el pintor para representar el cuerpo humano. Lira prefirió durante su carrera el modelo femenino, del que abundan numerosos retratos.

Durante diez años vivió en Francia, entre los años 1873 y 1884. Aquí aprende a dominar el óleo sobre tela, el aguafuerte, el dibujo y el mural. Lira se muestra admirador del pintor romántico Eugene Delacroix y copia varias de sus pinturas, siendo la más notable una basada en la entrada de los cruzados en Constantinopla. El pintor chileno se sintió atraído por esta corriente pictórica y desde ese momento en adelante sus pinturas, aunque morfológicamente precisas, quedaron cargadas por el sentimiento romántico. Luego de ganar fama, se le concedió una mención honrosa en el Salón de París, premio que rara vez se le otorgaba a los latinoamericanos, siendo uno de los pocos que en algún momento lo ha recibido. A pesar de su éxito en Francia, Lira decide volver a Chile.
Al llegar a Santiago, el ambiente se encontraba remecido por un gran impulso arquitectónico fomentado en gran parte por Benjamín Vicuña Mackenna, intendente de la ciudad. Esto, sumado al espíritu renovador del gobierno de Domingo Santa María, generó un gran impacto en el pintor. Sintió aquí la oportunidad de generar un ambiente cultural semejante al parisino y exponer su arte de por medio.
Pionero dentro del rubro de la difusión artística, bajo su amparo se desarrolla la primera exposición exclusivamente nacional en 1884 y, junto al escultor José Miguel Blanco, funda la "Unión Artística", organización dedicada a la promoción de obras artísticas y que participaría activamente en la creación del actual Museo de Bellas Artes que, por ese entonces, estaba en funcionamiento en el segundo piso del Congreso Nacional. Pedro Lira fue además el impulsor de los salones de arte permanente en Chile y bajo su auspicio se crea un museo en la Quinta Normal, donde se celebrarían desde entonces múltiples exposiciones entre 1885 y 1910.
Pictóricamente hablando, Pedro Lira se destacó por su innata capacidad para la pintura sin apegarse a ningún estilo en particular. Aunque siempre prefirió el romanticismo francés, su estilo varió desde un academicismo parisino hasta un realista más vernacular. Así, según el historiador Antonio Romera, suceden tres partes fundamentales de su obra: el romanticismo naturalista, el realismo y el romanticismo purista.

### Docencia

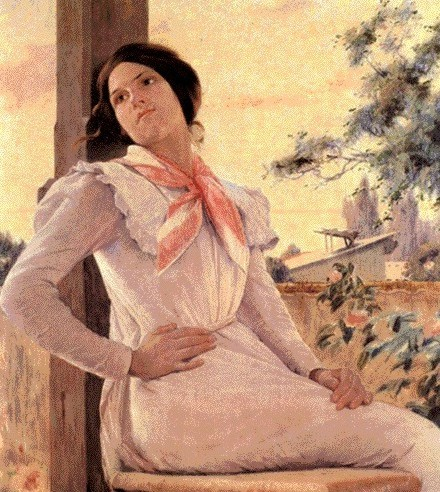
En el balcón. Lira no simpatizó mucho con las tendencias renovadoras relacionadas con el impresionismo. Puede observarse como prefiere el uso de la perspectiva y el sentimiento de los retratados en lienzos como En el balcón.

Años más tarde, durante el gobierno del presidente José Manuel Balmaceda, se puede observar la gran inversión realizada con el fin de modernizar el país utilizando los dividendos provenientes de la explotación salitrera. Significó esto para Lira un gran incentivo a la promoción artística, al desarrollarse con más fuerza la cultura y las artes. Indirectamente, esto produce un aumento de sus alumnos y seguidores, dentro de los que se encuentran los pintores José Agustín Araya, Marcial Plaza, Rafael Correa Muñoz, Julio Fossa Calderón, los premios nacionales de arte Pablo Burchard y Pedro Reszka, además de la primera pintora chilena reconocida como tal en Chile, Celia Castro, con quien viajó a Europa en 1889.
Además de la calidad de sus obras, casi siempre de grandes dimensiones, con fuerte influencia europea y pintura detallista, a la habilidad para el detalle minúsculo y su modelación humana producto de complejos estudios, Lira destacaba por su habilidad para la docencia, a pesar de la oposición de algunos alumnos que lo apodaban el Dictador Lira, debido a que se refería de forma despectiva hacia los artistas contemporáneos. 

Lira era el alma del grupo de muchachos que frecuentaba la Academia de Bellas Artes; a su impulso se movía todo y todos trabajábamos con ardoroso empeño. Él nos procuró un ingeniero para que nos enseñara perspectiva y aprendió italiano para traducirnos a Giorgio Vasari.
Alberto Orrego Luco.

El escritor Antonio Romera en Historia de la pintura chilena describe lo significativo que fue para el arte chileno el desarrollo pictórico de Pedro Lira:

[...] el maestro es en ese tiempo la primera figura artística, un pintor maduro dueño de su arte, dominador de los secretos que plantea la técnica. Ha viajado, ha residido en París, y allí ha conocido a los artistas famosos. Ha asistido al entierro de Manet y ha visto la llegada de una nueva generación: la de Gauguin, Seurat y Van Gogh, cuya norma es la oposición al impresionismo. Puede evocar a los viejos maestros, cuyo hálito ha percibido: a Delacroix, Daumier, Ingres, Millet, Corot, Courbet [...]
Antonio R. Romera, Historia de la pintura chilena

Son sus habilidades discursivas las que estimularon a sus alumnos a una mejor comprensión del arte. Cuenta Ricardo Bindis que el pintor mismo recogía extractos de textos, recortes o críticas y las llevaba a sus clases, a modo de mejorar la capacidad cultural y artística de sus discípulos, fomentando la reflexión, llevando desde la Divina comedia hasta libros de Balzac. La labor docente de Lira ha sido ampliamente documentada y reconocida, generando con el paso del tiempo, una nueva época de grandes maestros artísticos en Chile enraizados en un estilo fuertemente francés.
A pesar de ser un férreo opositor de las nuevas tendencias impresionistas que intentaban imponerse en el Chile de esa época, influyó fuertemente sobre pintores más modernos que él, como Juan Francisco González y Alberto Valenzuela Llanos. Sumado a ellos, su influencia se manifestó en la obra de dos famosos pintores marítimos, Thomas Somerscales y Casanova Zenteno.
En 1887 recibe un encargo con el que alcanzaría fama mundial. En Santiago se construía, bajo el lápiz del arquitecto francés Víctor H. Villeneuve, el nuevo edificio para la Biblioteca del Instituto Nacional en la Alameda de las Delicias, y sería el mismo Pedro Lira quien, en una carta al Ministro de Obras Públicas, solicitara que le asignasen las labores de decoración del Salón de Lectura incluidos en el proyecto. El ilustre Gabriel René Moreno, bibliotecario del Instituto, le encarga la confección de seis cuadros con temáticas históricas; cuatro retratos pequeños representando a distintas personalidades y dos cuadros centrales: "El descubrimiento de América" y La fundación de Santiago. Sería esta última la que ganara la segunda medalla en la Exposición Universal de París, realizada en 1889 (obra actualmente en el Museo Histórico Nacional). Su reconocimiento internacional lo convierte rápidamente una autoridad del arte en Chile, participando en diversas actividades de reflexión y crítica a través de diarios y revistas.
La revista Atenea señala en un estudio que, aunque existen textos legales que atribuyen que Lira ingresó a enseñar a la Academia en 1893, no se tiene muy claro si realmente tomó posesión en el cargo. Se sabe sin embargo que ejerció cátedra en el curso superior de pintura de la misma.

### Estilo

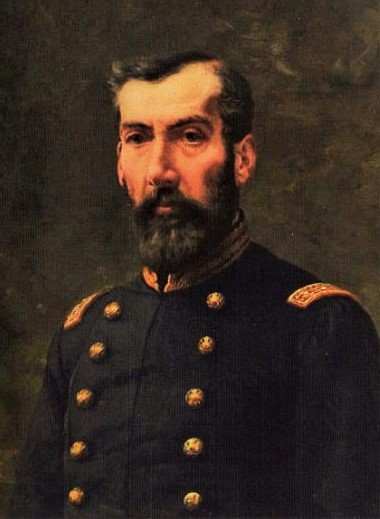
Retrado del General Marcos Segundo Maturana

De los cuatro grandes maestros de la pintura chilena, Lira es el único que Antonio Romera no es capaz de encasillar dentro de una sola tendencia. Para él, Lira podría ser un romántico de la corriente nazarena, naturalista como se demuestra en El niño enfermo y  cultivador del pleinairismo en algunos paisajes de la Quinta Normal y en telas como En el jardín. 
Señala Romera que una de las particularidades para entender a Lira es la dualidad pictórica en la que vivió. Su vida se desarrolla precisamente en el momento que se produce el quiebre artístico chileno, desde los inicios de la Academia hasta la generación del 13. En términos pictóricos también hubo una fuerte influencia del maestro Évariste Vital Luminais.
Otra de las características que señala Romera de este autor se encuentra en la evolución histórica de su arte. Más que pasar de una etapa a otra, Lira alterna entre sus cuatro estilos, romanticismo medieval, romanticismo naturalista, realismo y cromatismo al aire libre. Los cuatro estilos no son de clara separación y existe una difícil limitación dentro de su obra. 
Fue un artista fecundo y de muy variada creación. Trabajó en paisajes, cuadros de composición histórica y medieval, pero es el retrato el que ocupa la mayor parte de su vida. Dentro del retrato la figura femenina es la que más trabaja. Interesante detalle es que sólo se conoce una obra de desnudo femenino de Lira.

### Legado

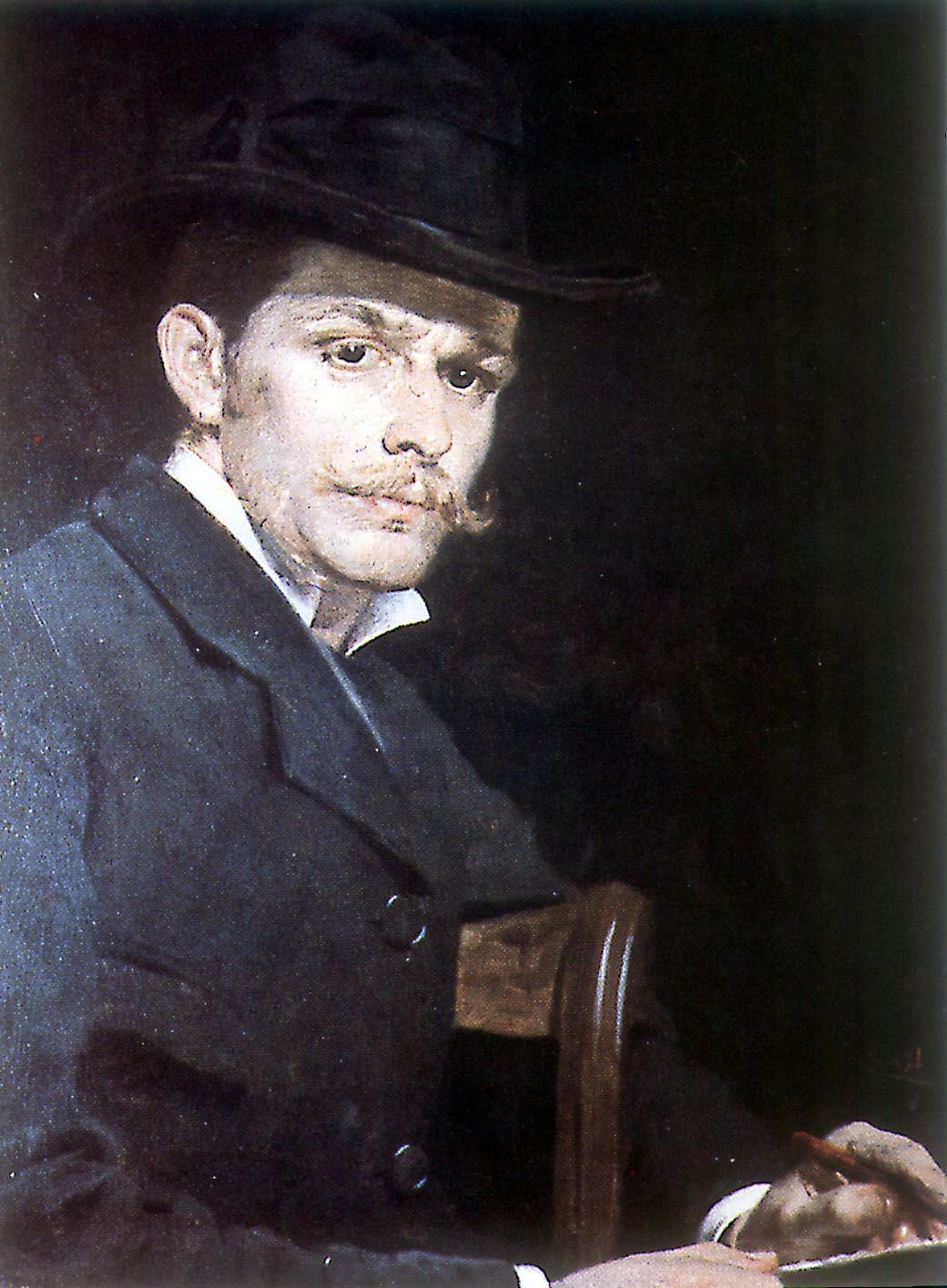
Retrato del premio nacional de arte, Pablo Burchard.

La Guerra Civil de 1891 para derrocar a Balmaceda puso en jaque su labor y su relevancia pasó a ser también política. Creó, en abierta decisión en contra de la autoridad, el "Salón independiente", argumentando que los certámenes oficiales ya no tenían real vigencia. Ya en 1892 sería nombrado como director de la Escuela de Bellas Artes, cargo que ocupó por 20 años hasta su deceso, en 1912. Estaba casado con Elena Orrego Luco, hermana del pintor Alberto Orrego Luco, quien sirvió de modelo por mucho tiempo al pintor y con quien tuvo cuatro hijos Alberto Lira Orrego, Pedro Lira Orrego, Jorge Lira Orrego y  Elena Lira Orrego.
Su legado a la pintura chilena ha sido amplio. Fue organizador de las primeras exposiciones artísticas del país, redactó un Diccionario biográfico de pintores, ya que en sus tiempos no existía ninguno disponible en Chile, tradujo y publicó la Filosofía del Arte de Hippolyte Taine, fundó el Salón Libre de Pintura en 1906, impulsó la creación del Museo de Bellas Artes en la Quinta Normal y se consolidó en su fecunda labor como pintor, crítico, maestro y difusor del arte en Chile por más de 20 años influenciando de manera directa o indirecta a la mayoría de los pintores nacionales.
Además la imagen de su cuadro La fundación de Santiago fue utilizado en los billetes en Chile, durante los siglos XX y XXI en diversas oportunidades, siendo la primera entre 1933 y 1947, en el anverso del billete de $1000 de la época.
Luego  se vuelve a ocupar el 19 de abril de 1960 en el anverso del billete de E°1. También fue ocupado en 1977 cuando se instaura el billete de $500, el que vuelve a utilizar La fundación de Santiago en el anverso. El billete de $500, luego es reemplazado por una moneda de igual denominación el año 2000, y el cuadro deja de ser utilizado.
Actualmente sus principales obras se exhiben en los museos más importantes del país tales como la Casa del Arte, el Museo de Bellas Artes, el Palacio de la Moneda, la Biblioteca Nacional, el Museo Histórico Nacional, entre otros.

## Galería

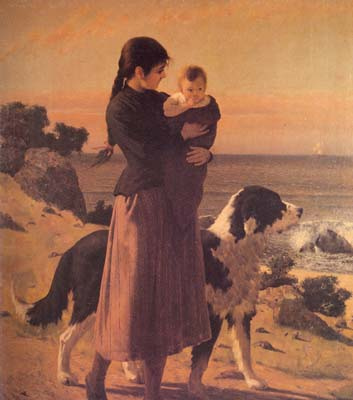
Escena de playa.
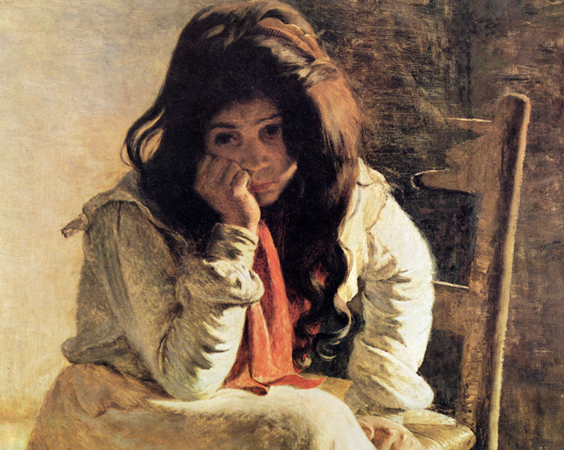
Mujer de pueblo.
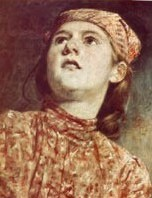
La gitana.
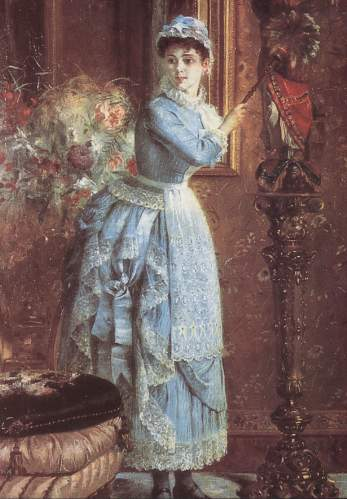
La mucama de celeste.
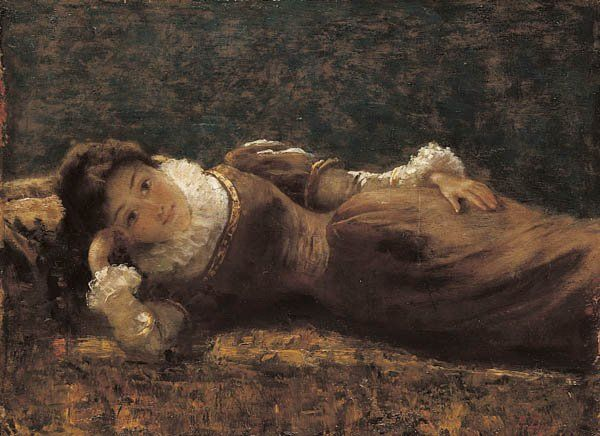
Mujer en el diván.
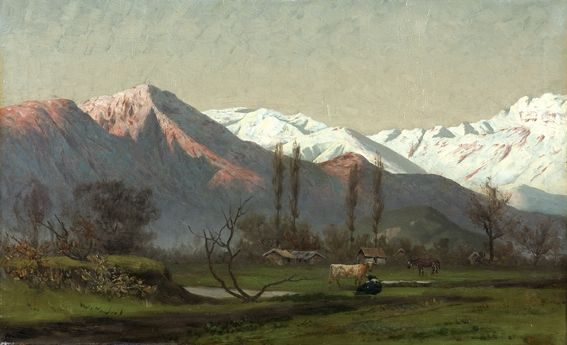
Paisaje con cordillera y vacunos.
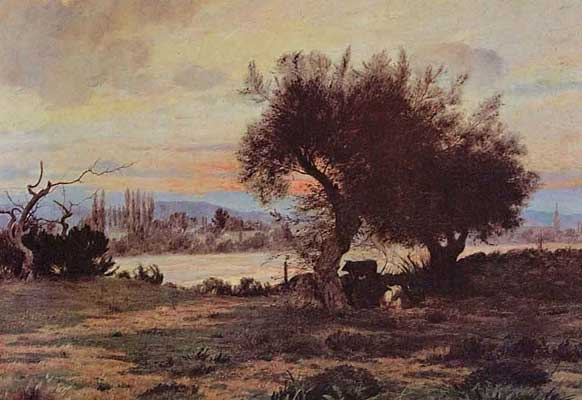
Paisaje crepuscular.
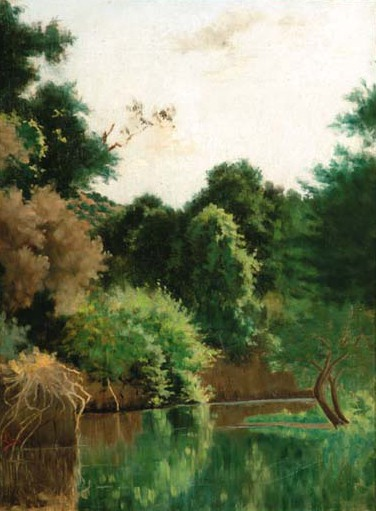
Estero manso.
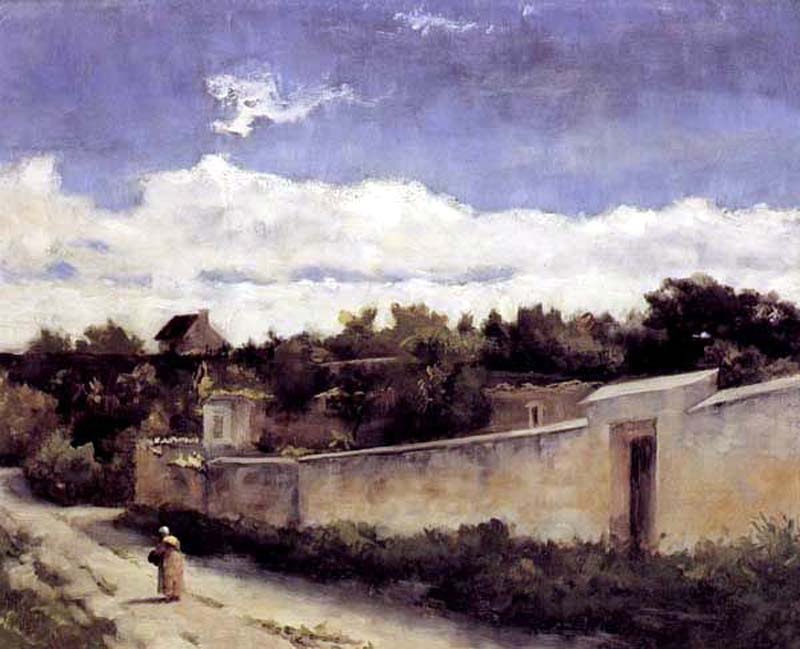
La campiña francesa.
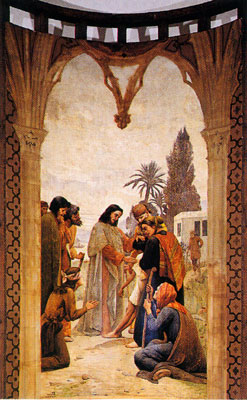
Cristo sanando a los enfermos.
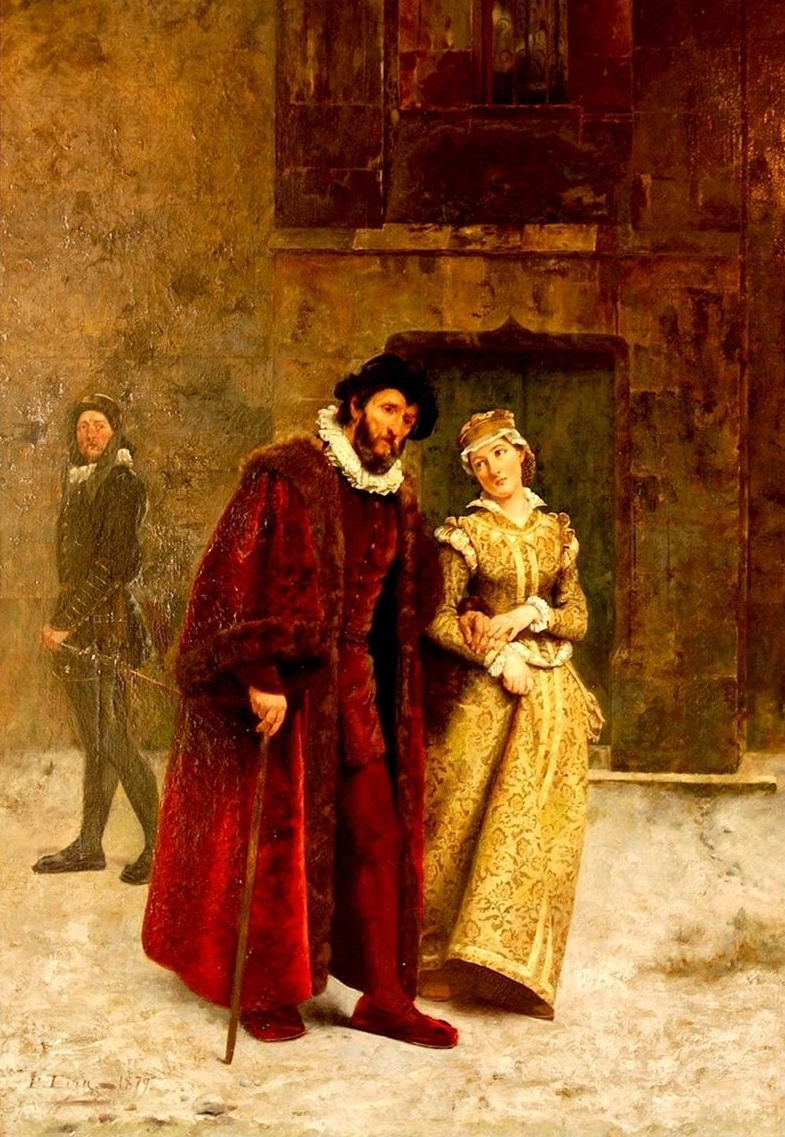
Padre e hija.
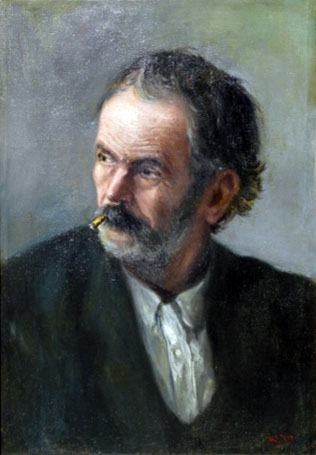
Hombre fumando.
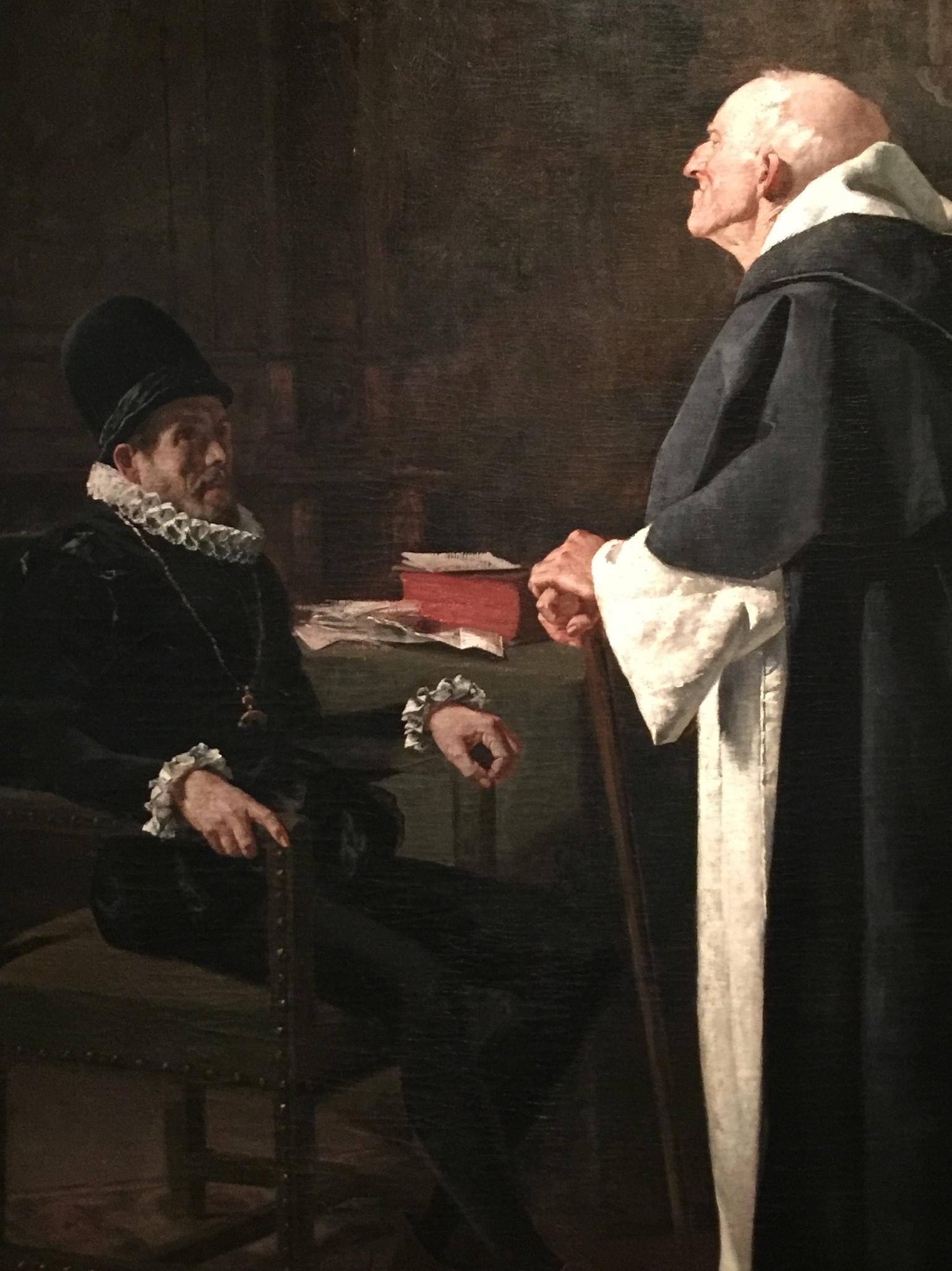
Felipe II y El Gran Inquisidor.
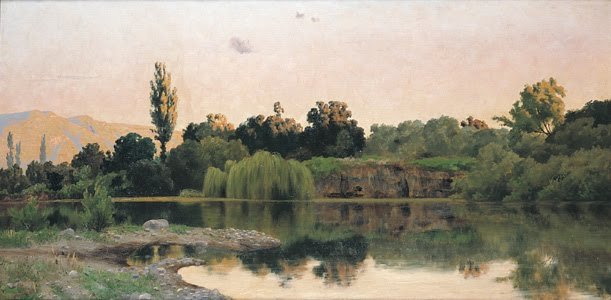
Atardecer en el estanque

## Distinciones y premios

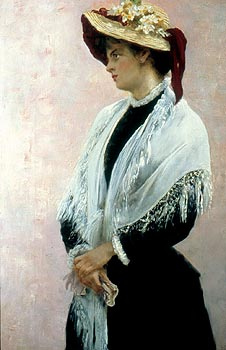
Joven con chal blanco.

- 1875: 1.ª medalla, Exposición en Santiago, Chile.
- 1882: Mención Honrosa, Salón de París, Francia.
- 1884: 1.ª medalla en Pintura, Santiago, Chile.
- 1884: Premio Certamen General Marcos Maturana, Salón Oficial, Santiago, Chile.
- 1888: 1.ª medalla, Exposición General, Santiago, Chile.
- 1889: 2.ª medalla de plata, Exposición Universal de París, Francia
- 1895: Premio Certamen Edwards, Salón Oficial, Santiago, Chile.
- 1898: Premio de Honor Certamen Edwards, Salón Oficial, Santiago, Chile.
- 1900: Premio Hors Concurs, Salón de París, Francia.
- 1900: Medalla de bronce, Exposición Universal de París, Francia.
- 1901: 2.ª medalla, Exposición de Buffalo, Estados Unidos.
- 1902: Premio Certamen Edwards, Salón Oficial, Santiago, Chile. con la pintura Paisaje crepuscular
- 1907: Premio Certamen Edwards, Salón Oficial, Santiago, Chile.
- 1910: Gran Premio, 1.ª medalla, Exposición Internacional de Buenos Aires, Argentina.
- 1910: Medalla de oro, Exposición Internacional de Santiago, Chile.
- 1929: Diploma póstumo en la Exposición Iberoamericana de 1929-30, Sevilla, España.